# Cistacythereis caelatura
Cistacythereis caelatura is een mosselkreeftjessoort uit de familie van de Trachyleberididae. De wetenschappelijke naam van de soort is voor het eerst geldig gepubliceerd in 1969 door Uliczny.